# Sheila Blanco
Sheila Blanco Gutiérrez (Salamanca, 25 de enero de 1982) es una cantante, compositora, divulgadora cultural y periodista española. Es conocida por fusionar textos con música, tanto clásica como pop, rock, folk y jazz, creando una simbiosis entre lenguajes artísticos con un estilo muy personal. Asimismo, ha realizado adaptaciones musicales de textos de escritoras españolas, como las poetas de la Generación del 27, con una clara voluntad de recuperar a las mujeres para la memoria histórica.

## Trayectoria profesional

### Formación
Sheila Blanco estudió la carrera de Comunicación Audiovisual en la Universidad Pontificia y, asimismo, cursó estudios clásicos de piano y canto en el Conservatorio Profesional de Música de Salamanca. Posteriormente se trasladó a Madrid donde realizó el postgrado de Especialización y Rehabilitación de la Voz Profesional hablada y cantada en la Universidad de Alcalá de Henares.   

### Divulgación de clásicos de la música
Comenzó su carrera profesional en la radio y la televisión como periodista, actividad que compaginó con la música hasta el año 2009, momento en que decide dedicarse de lleno a esta última, mientras continúa ampliando sus estudios.
En un principio comenzó realizando arreglos rítmicos basados en las piezas más conocidas de músicos clásicos en donde canta su biografía con toques de humor y actualidad. La primera de estas creaciones fue sobre el compositor que más admira, Johann Sebastian Bach; para la segunda eligió a Wolfgang Amadeus Mozart, la popular melodía de la Marcha turca. Un niño genial". Continuó recreando a numerosos compositores clásicos, relacionando su música con algunos artistas representados en el Museo del Prado de Madrid, como las cuatro estaciones de Vivaldi.
En 2016 ficha por Warner como una de las mentoras del programa de televisión A capela (Movistar Plus) y colabora en el programa de radio ¡Anda ya! (Los 40). Asimismo colabora en La Voz Kids (Antena 3) como vocal coach desde la primera edición. En la radio, con los programas La Ventana, con Carles Francino, y Sofá Sonoro, con Alfonso Cardenal, ambos de la Cadena Ser.
Además, ha creado composiciones versionando conocidos temas musicales contemporáneos a los que incluye letras propias relativas a cuestiones de la actualidad política española con una visión crítica y sarcástica. Algunas de ellas son: Melancolía por los atascos, Soy Rivera, El trifachito, etc.

### Recuperación del legado de mujeres poetas españolas

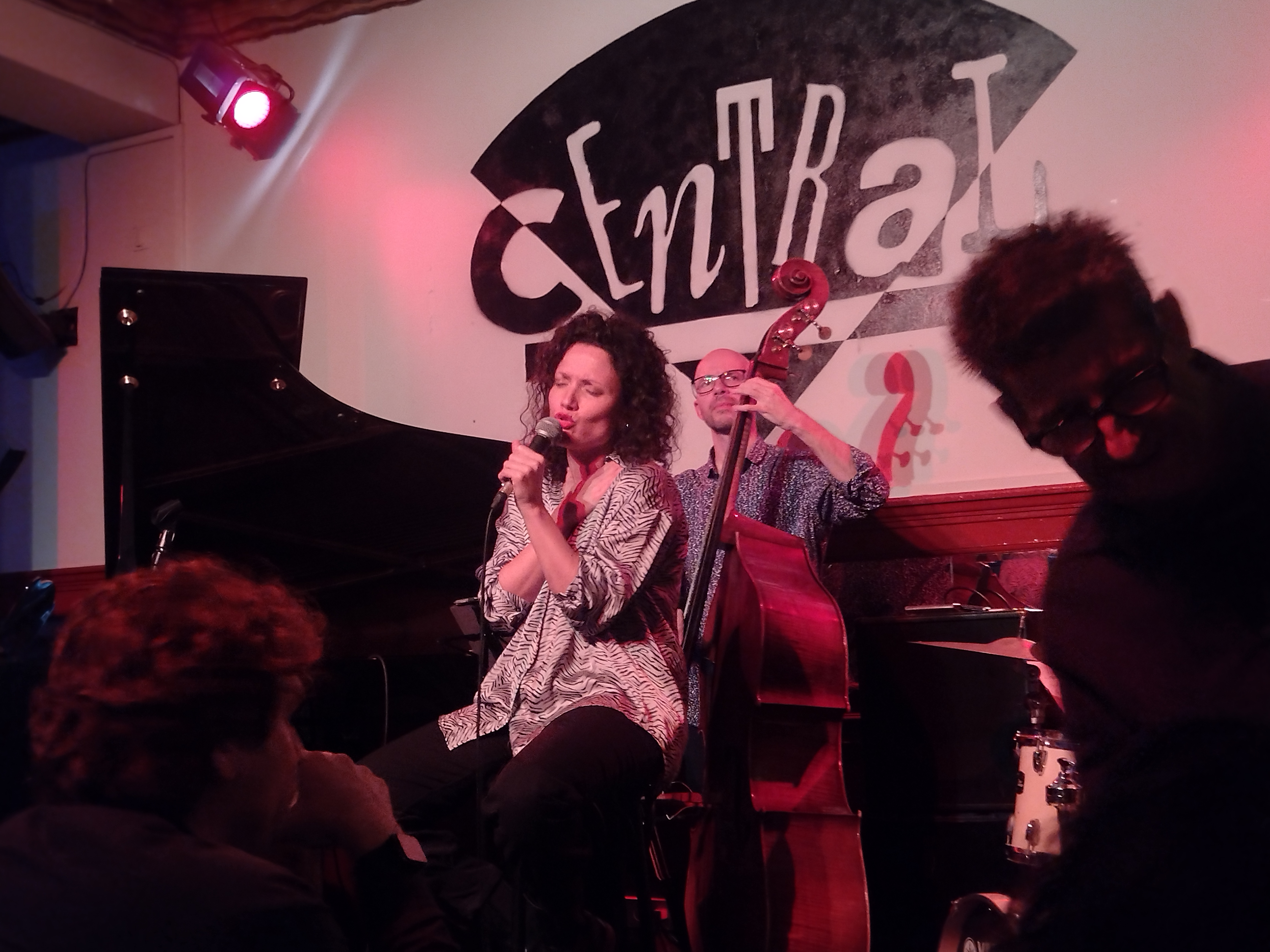
Actuación de Sheila Blanco en el Café Central de Madrid, mayo 2023

El trabajo de Sheila Blanco ha estado, también, muy enfocado a reivindicar y recuperar la figura de las mujeres poetisas e intelectuales de la Generación del 27. Así, tras tres años de investigación, en 2020 vio la luz su trabajo Cantando a las poetas del 27, en donde hace una cuidadosa selección y adaptación musical de las letras de las principales escritoras de esta generación. En este disco, al igual que en sus recitales sobre este trabajo, antes de cada interpretación incluye una pequeña presentación de cada autora, contextualizando sus poemas y encuadrándolos en sus circunstancias personales y sociopolíticas del momento, así como denunciando la injusticia y la pérdida que representa que su legado haya estado invisibilizado, a diferencia de lo que ha ocurrido con la mayoría de sus compañeros de generación varones. Tanto en el disco como en los recitales, se incluye un tema de composición propia y muy personal, Pájaros negros, en donde a capela, sin ningún instrumento más que su voz y unos rítmicos golpes en el pecho, Sheila –según explica ella misma– canta a los propios miedos e inseguridades y que son, también, de todas y todos.

## Discos
Sheila Down fue la ópera prima de la cantante, pianista y compositora. Se trata de un disco autoeditado, en el que Sheila Blanco interpreta once temas originales –diez en español y uno en inglés– en donde, tanto la letra como la música, responden a composiciones propias y muy personales. 
También autoeditó el disco de su proyecto poético-musical titulado Cantando a las poetas del 27, en este  proyecto ha musicalizando, poniendo voz y ritmo a los poemas de varias poetas mujeres de esta generación literaria, tales como el poema Primer exilio de Ernestina de Champourcin, Roja, toda roja, de Elisabeth Mulder, En la tierra de nadie de Carmen Conde, Negra sombra de Rosalía de Castro, entre otras. Este proyecto poético musical, consiste en la composición de la partitura para piano con voz, ambos interpretados por la autora presentado el los Teatros del Canal de Madrid, en mayo del  2021.